# Cerianthus mortenseni
Espèce
Cerianthus mortenseni est une espèce de la famille des Cerianthidae.

## Systématique
Le nom valide complet (avec auteur) de ce taxon est Cerianthus mortenseni Carlgren, 1924.
Cerianthus mortenseni a pour synonyme :
- Cerianthus mortensenii Carlgren, 1924

## Publication originale
- Carlgren, O. (1924). Papers from Dr. Th. Mortensen's Pacific expedition 1914-16. XVI. Ceriantharia. Videnskabelige Meddelelser fra Dansk Naturhistorisk Forening (Copenhagen). 75: 169-195.